# Viscum cruciatum
Омела червоноягідна (Viscum cruciatum) — вид рослини родини Санталові.

## Будова
Напівпаразитична рослина, за будовою схожа на Viscum album. Має блідо-зелене листя з 3–7 прожилками. Чоловічі та жіночі дрібні зелені квіти з'являються групами на різних рослинах.  Квітка має 4 пелюстки. Запилюється комахами. На жіночих рослинах розвиваються червоні плоди-ягоди з однією насіниною. Всі частини рослини отруйні для людей, але не для птахів, які розносять її насіння.

## Поширення та середовище існування
Зростає у Середземномор'ї у сухому та теплому кліматі. Часто зростає на оливках та Crataegus. Інколи вкриває дерево хазяїна повністю.

## Галерея

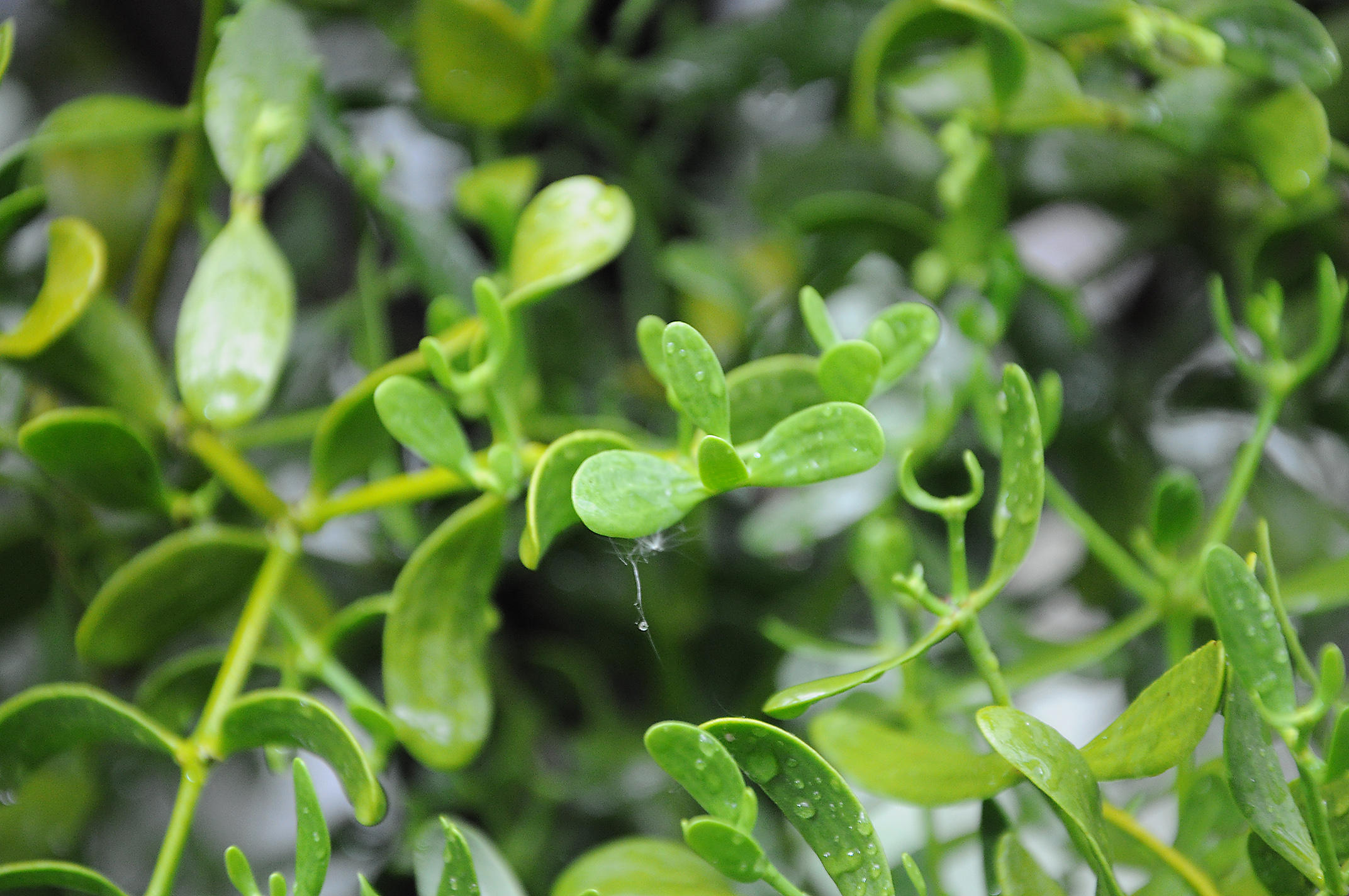
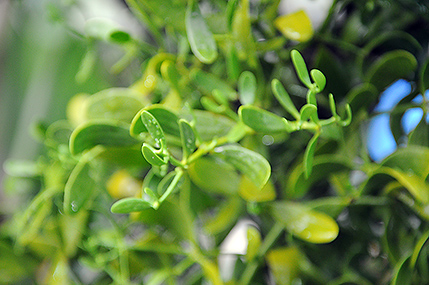
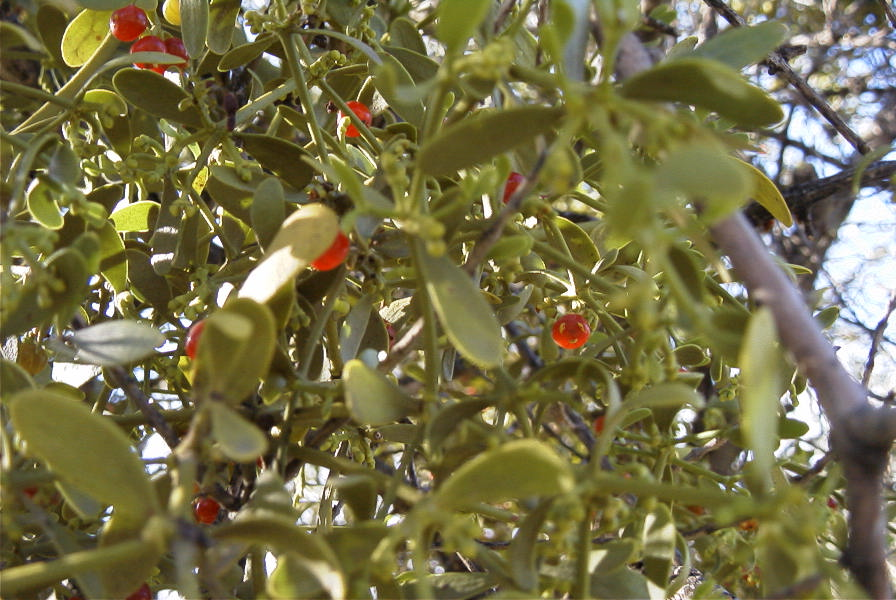